# Società Podistica Lazio 1922-1923
Questa voce raccoglie le informazioni riguardanti la Società Podistica Lazio nelle competizioni ufficiali della stagione 1922-1923.

## Stagione
Nella stagione 1922-1923 la Lazio giunse nel campionato di Prima Divisione fino alla finalissima, disputata il 15 e 22 luglio 1923: la gara d'andata allo Stadio Via del Piano di Genova finì 4-1 per il Genoa, mentre il ritorno allo Stadio della Rondinella di Roma finì 2-0 ancora per la formazione ligure.

## Organigramma societario
Area direttiva
- Presidente: Enrico Giammei

Area tecnica
- Allenatore: Guido Baccani

## Rosa
| N. |                   | Ruolo | Calciatore                 |
| -- | ----------------- | ----- | -------------------------- |
|    | Italia (bandiera) | P     | Ettore Agazzani            |
|    | Italia (bandiera) | P     | Matteo Salineri            |
|    | Italia (bandiera) | D     | Domenico Cella II          |
|    | Italia (bandiera) | D     | Ugo Dosio                  |
|    | Italia (bandiera) | D     | Augusto Parboni            |
|    | Italia (bandiera) | D     | Fernando Saraceni I        |
|    | Italia (bandiera) | D     | Luigi Saraceni II          |
|    | Italia (bandiera) | C     | Augusto Faccani (capitano) |
|    | Italia (bandiera) | C     | Pio Maneschi               |
|    | Italia (bandiera) | C     | Carlo Nesi                 |

| N. |                   | Ruolo | Calciatore        |
| -- | ----------------- | ----- | ----------------- |
|    | Italia (bandiera) | C     | Spartaco Orazi I  |
|    | Italia (bandiera) | C     | Vezio Orazi II    |
|    | Italia (bandiera) | A     | Fulvio Bernardini |
|    | Italia (bandiera) | A     | Dante Filippi     |
|    | Italia (bandiera) | A     | Aldo Fraschetti   |
|    | Italia (bandiera) | A     | Gino Ottier       |
|    | Italia (bandiera) | A     | Ottavio Regazzoni |
|    | Italia (bandiera) | A     | Alessandro Varini |
|    | Italia (bandiera) | A     | Amos Vellani      |

## Risultati

### Prima Divisione

#### Lega Sud – Sezione laziale

##### Girone di andata
| Arbitro: | Tomassini (Roma) |

|                     |           |                               |
| Nunzi 7’ Drizzi 38’ | Marcatori | 14’, 23’ Filippi 77’ Maneschi |

| Arbitro: | Mauro (Milano) |

|                     |           |                                                              |
| Rovida 1’ Degni 55’ | Marcatori | 4’, 25’, 58’ Regazzoni 31’, 66’ Maneschi 35’, 37’ Bernardini |

| Arbitro: | Guiot (Milano) |

|                                        |           |                |
| Sansoni II 33’ (aut.) Filippi 71’, 87’ | Marcatori | 3’ Canestrelli |

| Arbitro: | Cinti (Roma) |

|                       |           |                                               |
| Vailati 4’ Donati 32’ | Marcatori | 30’ (rig.) Bernardini 59’ Ottier 77’ Maneschi |

| Arbitro: | Alfieri (Bologna) |

|                                         |           |                             |
| Pieristè 8’ Giuli 13’ Catalani 48’, 65’ | Marcatori | 18’ Maneschi 27’ Bernardini |

##### Girone di ritorno
| Arbitro: | Fries (Milano) |

|                                 |           |                             |
| Filippi 38’, 42’ Fraschetti 40’ | Marcatori | 71’, 88’ (rig.) Pedrelli II |

| Roma 18 marzo 1923 7ª giornata | Lazio              | 0 – 0 | Alba Roma | Stadio della Rondinella\| Arbitro: \| Merani (La Spezia) \| |
| Arbitro:                       | Merani (La Spezia) |       |           |                                                             |

| Arbitro: | Canestrini (Firenze) |

|  |           |                                 |
|  | Marcatori | 10’, 71’ Bernardini 25’ Filippi |

| Arbitro: | Bellucci (Roma) |

|                  |           |  |
| Filippi 15’, 25’ | Marcatori |  |

| Arbitro: | Bernardini (Roma) |

|                                             |           |             |
| Maneschi 3’, 10’ Filippi 55’ Bernardini 56’ | Marcatori | 5’ Ceresi I |

#### Lega Sud – Semifinali interregionali

##### Girone di andata
| Arbitro: | Iderani |

|                                             |           |  |
| Filippi 45’ Faccani 70’ Bernardini 71’, 79’ | Marcatori |  |

| Arbitro: | Reichlin (Napoli) |

|                |           |                                      |
| Negri 45’, 81’ | Marcatori | 15’ Filippi 56’ Bernardini 76’ Dosio |

| Arbitro: | Alfieri (Bologna) |

|  |           |                                                               |
|  | Marcatori | 40’, 67’ Bernardini 89’ ? (Autogol, Saraceni II o Bernardini) |

##### Girone di ritorno
| Arbitro: | Lucignano |

|  |           |                                  |
|  | Marcatori | 13’ (83) Maneschi 85’ Bernardini |

| Arbitro: | Pinasco (Sestri Ponente) |

|                                                                                             |           |                    |
| Bernardini 16’, 22’, 30’ (rig.), 78’, 90’ Fraschetti 37’, 69’ Maneschi 16’ Filippi 81’, 85’ | Marcatori | 1’ Negri 55’ Luoni |

| Arbitro: | Majani (Torino) |

|                                                                         |           |  |
| Maneschi 9’ Bernardini 20’, 53’ Saraceni II 31’ Filippi 72’ Parboni 89’ | Marcatori |  |

#### Lega Sud – Finale
| Arbitro: | Bistoletti (Milano) |

|                           |           |                                                        |
| Ghisi I 7’, 86’ Capra 29’ | Marcatori | 12’ (aut.) Lobianco 18’ (aut.) Ranghino 72’ Bernardini |

| Arbitro: | Mauro (Milano) |

|                                       |           |            |
| Bernardini 36’, 73’, 88’ Maneschi 55’ | Marcatori | 85’ Parodi |

#### Finale nazionale
| Arbitro: | A. Gama (Milano) |

|                                                                 |           |             |
| Catto 15’ Mariani 38’ Barbieri 41’ (rig.) Santamaria 47’ (rig.) | Marcatori | 87’ Filippi |

| Arbitro: | Venegoni (Legnano) |

|  |           |                          |
|  | Marcatori | 21’ Santamaria 42’ Catto |

## Statistiche

### Statistiche di squadra
| Competizione    | Punti | In casa | In casa | In casa | In casa | In casa | In casa | In trasferta | In trasferta | In trasferta | In trasferta | In trasferta | In trasferta | Totale | Totale | Totale | Totale | Totale | Totale | DR  |
| Competizione    | Punti | G       | V       | N       | P       | Gf      | Gs      | G            | V            | N            | P            | Gf           | Gs           | G      | V      | N      | P      | Gf     | Gs     | DR  |
| --------------- | ----- | ------- | ------- | ------- | ------- | ------- | ------- | ------------ | ------------ | ------------ | ------------ | ------------ | ------------ | ------ | ------ | ------ | ------ | ------ | ------ | --- |
| Prima Divisione | 29    | 10      | 8       | 1       | 1       | 34      | 7       | 10           | 7            | 1            | 2            | 31           | 20           | 20     | 15     | 2      | 3      | 65     | 27     | +38 |